# 皋埠站
皋埠站，曾称绍兴东站，是萧甬铁路一座车站，位于中国浙江省绍兴市皋埠镇，距杭州站71公里。皋埠站为绍兴市主要的货运站，办理整车、集装箱发到，主要到发品为煤、钢铁类、化肥、粮食和集装箱。

## 历史
原皋埠站始建于1937年，为萧甬铁路的客运中间站。2002年5月萧甬铁路复线化后撤销:400。
绍兴市区原先主要的货运车站为绍兴东站，1990年由原东湖站扩建而成，1993年投用，萧甬铁路复线化期间曾增加2条股道。由于既有设施不敷应用，2010年当地和铁路部门在皋埠镇新建绍兴东站货场移地扩建工程，2013年10月28日投用。新东站货场设到发线8条（其中正线2条），预留1条，有效长850m，计划近期货运量665万吨，远期货运量924万吨:401，原绍兴东站撤销并拆除。
2016年12月1日，站名由绍兴东站改为皋埠站，原杭甬客运专线上虞北站更名绍兴东站。